# Juan Ruiz Díaz
Juan Ruíz Díaz (Presidente Franco, Alto Paraná, Paraguay; 6 de marzo de 1998) es un futbolista paraguayo. Juega como Centrocampista y su equipo actual es el Deportivo Santaní de la Primera División de Paraguay.

## Clubes
| Club    | País     | Año               |
| ------- | -------- | ----------------- |
| Olimpia | Paraguay | 2017 - 2019       |
| Santaní | Paraguay | 2019 - Actualidad |

## Palmarés

### Campeonatos nacionales
| Título          | Club    | País     | Año  |
| --------------- | ------- | -------- | ---- |
| Torneo Apertura | Olimpia | Paraguay | 2018 |

- Datos: Q55502756